# Limatura dei denti

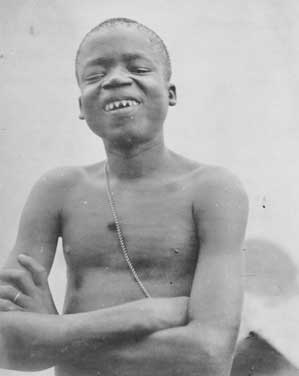
Ota Benga, un pigmeo congolese divenuto famoso negli Stati Uniti d'America all'inizio del XX secolo, mostra i suoi denti limati.

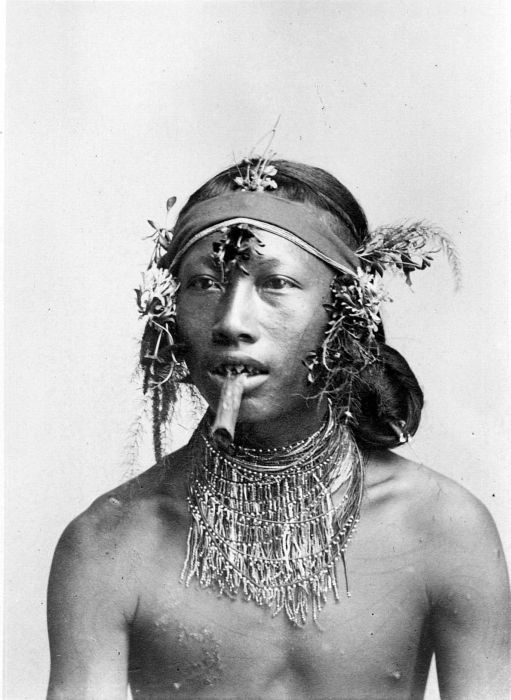
Un uomo (probabilmente appartenente al popolo Mentawai) con i denti limati ritratto mentre fuma in una fotografia del fotografo olandese Christiaan Benjamin Nieuwenhuis, che lavorò a Sumatra.

La limatura dei denti è una modificazione corporale che prevede interventi sui denti, nella maggior parte dei casi sugli incisivi o sui canini, atti a rimodellarne la forma, rendendoli, a seconda dei casi, più acuminati o del tutto abrasi. Si tratta di una pratica propria di molte culture in tutto il globo, che la adottano a volte solamente come vezzo estetico ma a volte, anche, come vero e proprio rito di passaggio.
Nel tempo il numero delle tribù che praticano la limatura dei denti è molto diminuito, soprattutto dopo che tali popolazioni sono venute a contatto con il cosiddetto mondo civilizzato e, oggi, tale pratica è limitata solo ad alcuni gruppi in Africa centrale ed in Indonesia.
Al di fuori di un contesto tribale, la limatura dei denti è un'operazione odontoiatrica volta a correggere alcuni inestetismi od a preparare i denti per ulteriori trattamenti e che, quindi, coinvolge solo pochi decimi di millimetro dello strato di smalto. Tuttavia, esistono, comunque, persone che la adottano come modificazione corporale estrema, facendosi limare i denti allo stesso livello di quanto accadeva nelle suddette tribù.

## Storia antica
Nel corso della storia, molte culture diverse hanno praticato questa forma di modificazione corporale, talvolta per centinaia di anni ed in luoghi distanti migliaia di chilometri.
 Proprio per questo esistono decine di risultati diversi: dalle limature a merlo doppio ed a punta laterale, tipiche di alcune zone del Gabon, alla limatura a corno, praticata in alcune regioni del Camerun, a tante altre ancora, fino all'abrasione completa, tipica di alcune tribù dell'attuale Repubblica Democratica del Congo.
In Sud America, ad esempio, molte statuine ritrovate nel sito di Remojadas, sulla costa occidentale del Golfo del Messico, rappresentano personaggi con i denti limati, a testimonianza di quanto questa pratica fosse comune nella cultura remojadas, fiorita tra gli anni 100 e 800.
In Asia, nell'antica Cina, in un gruppo chiamato Ta-ya Kih-lau (打牙仡佬S, lett. "la gente Gelao che abbatte i propri denti") alle donne in procinto di sposarsi venivano limati due dei denti anteriori in modo da "prevenire danni alla famiglia del marito". Sempre in Asia, anche le popolazioni preistoriche dell'Indonesia praticavano la limatura dei denti. Resti di teschi trovati su varie isole indonesiane come Giava, Bali, Sumba e Flores, hanno mostrato segni di limatura dentale soprattutto su incisivi e canini e sembra che non tutte le modifiche effettuate siano state fatte solo per motivi di sopravvivenza; è noto ad esempio che sull'isola di  Flore l'estrazione dentale aveva scopi puramente estetici. In queste isole la limatura dei denti continuò anche nel periodo islamico dell'Indonesia, fino, almeno, al XVII secolo, ma era più che altro praticata dai nobili, o, comunque, da coloro i quali avevano una posizione sociale prominente, come segno di distinzione. Ancora oggi, a Bali, in un rituale conosciuto come Potong gigi (noto anche come Mepandes) tra le popolazioni native, ai giovani adolescenti vengono limati i canini, poiché si pensa che essi rappresentino emozioni negative, come la rabbia o l'invidia, e che, in questo modo, i giovani vengano separati dai loro primordiali istinti animaleschi. Durante il rituale, il soggetto viene vestito con abiti tradizionali e, a cerimonia terminata, egli viene portato in braccio dai genitori di casa in casa, in modo che non tocchi il terreno e non possa, quindi, essere contaminato da spiriti maligni. In una versione più moderna della cerimonia, i ragazzi evitano di toccare il terreno indossando calzini. Una volta che hanno avuto i canini limati, i ragazzi sono considerati adulti e viene loro concesso il diritto di fare sesso e di sposarsi.

Sempre in Indonesia, nel popolo Mentawai, nativo delle omonime isole, vi è da sempre la credenza che l'anima e il corpo siano due entità separate e che, se un'anima non è contenta del corpo da lei occupato, questa se ne vada, lasciando morire la persona. Per questo, i membri del popolo Mentawai iniziarono a modificare il proprio corpo cercando di abbellirlo il più possibile e, trovando bellissimi i denti acuminati, introdussero la pratica della limatura dei denti, che presto divenne un rito a cui si sottoponevano gli adolescenti una volta raggiunta la pubertà.

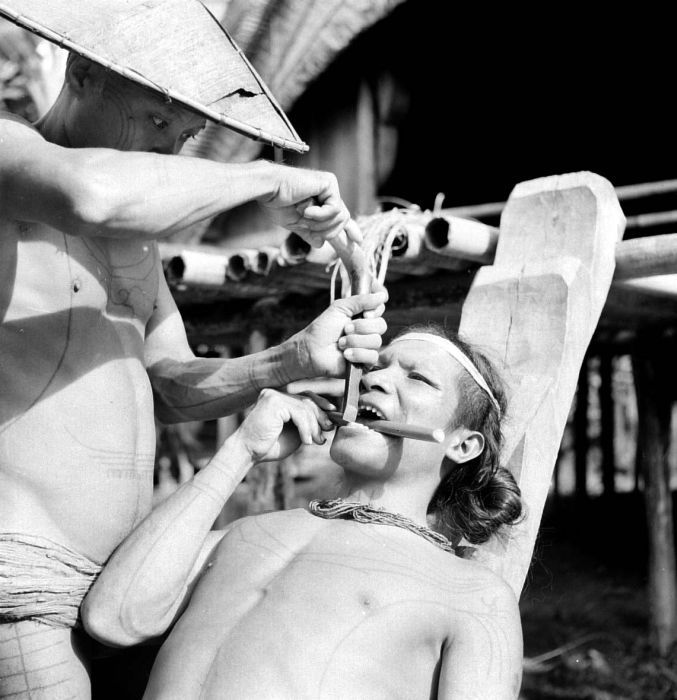
Un giovane Mentawai mentre si sottopone alla limatura dei denti.

Tale tradizione è andata perdendosi man mano che i Mentawai sono entrati in contatto con la civiltà moderna, tuttavia essa è praticata ancora oggi, tramite l'uso di un cesello e di un altro oggetto che funge da martello ma senza l'uso di alcun anestetico o analgesico: chi si sottopone a questa pratica, infatti, può al massimo mettersi tra i denti un pezzo di legno da mordere e usare la polpa di una banana ancora verde come analgesico post-operazione.
Moltissime sono le tribù in Africa in cui si praticava e, in alcuni casi, ancora si pratica la limatura dei denti. Ancora nel 1910, nella tradizione del popolo degli Herero esisteva una cerimonia in cui ai giovani di entrambi i sessi, una volta giunti alla pubertà, venivano eliminati quattro denti dell'arcata inferiore, mentre quelli dell'arcata superiore erano limati fino ad assomigliare a una "V" rovesciata. Il tutto era fatto a scopi puramente estetici ed era visto come un'attrattiva, tanto che si diceva che una donna non avrebbe mai trovato marito se non si fosse sottoposta a tale procedura.

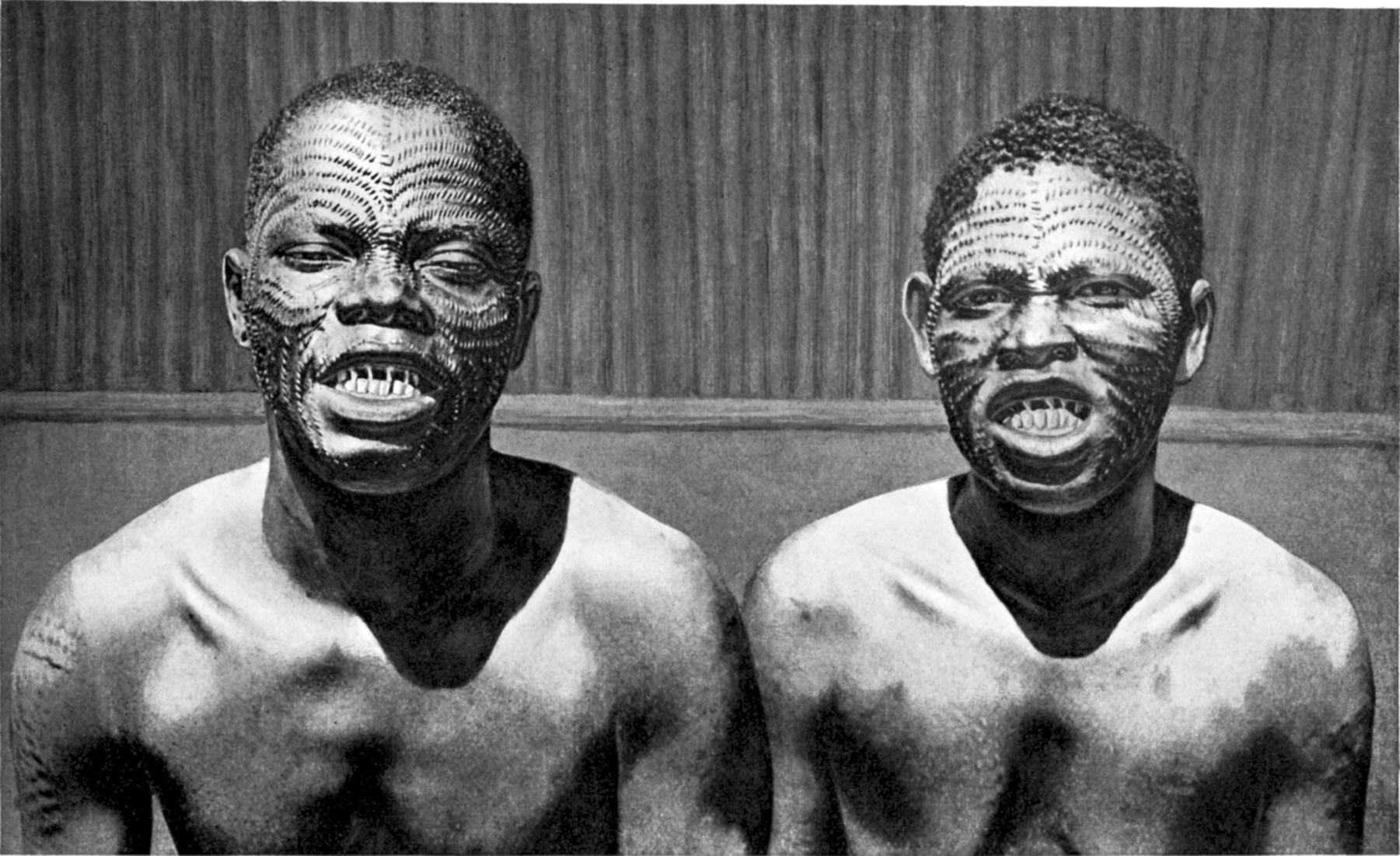
Due uomini Bopoto con i denti anteriori superiori tanto limati da avere la larghezza di un fiammifero.

In alcune culture, poi, il trattamento riservato ai due sessi era diverso, così, ad esempio, ai maschi della tribù degli Upoto, nella regione centrale del Congo, venivano limati solo i denti dell'arcata superiore (detta anche arco mascellare) mentre alle donne venivano limati sia gli incisivi superiori che quelli inferiori. Anche David Livingstone nei resoconti delle sue esplorazioni, cita diverse tribù africane in cui la limatura dei denti era un'usanza comune; tra queste figurano i Bemba, i WaYao, i Mboghwa, gli Mboghwa e i Chipeta, mentre altre ancora erano le tribù degli Zappo Zap e dei Bopoto, un tempo residenti in quella che è ora l'attuale Repubblica Democratica del Congo.
Come già accaduto per le tribù asiatiche, anche nel caso di quelle africane il contatto con la civiltà più moderna ed una certa occidentalizzazione hanno portato la pratica della limatura dei denti a diventare meno diffusa, anche se, come detto, essa sopravvive comunque in alcune tribù. Tra queste si possono citare i Baka, in Camerun, i Makonde, nella Tanzania sud-orientale e nel Mozambico settentrionale ed i Pare, sempre in Tanzania. I maschi dei quest'ultima tribù, in particolare, sono soliti limarsi i denti in segno di virilità, ritenendo che ciò li faccia assomigliare ad animali feroci.

## Storia contemporanea

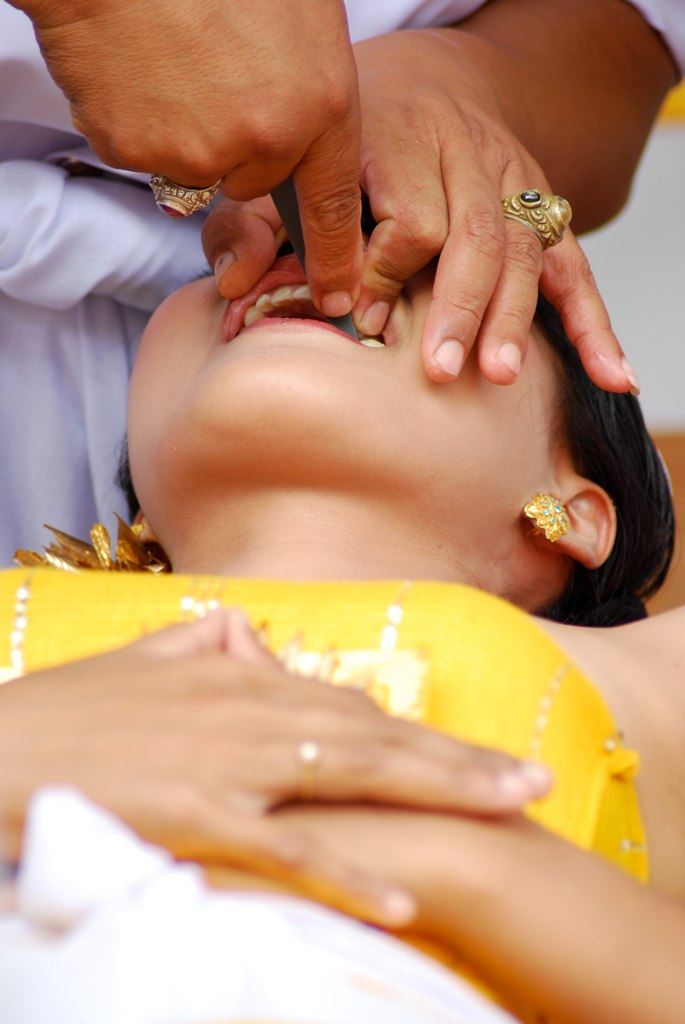
Una adolescente balinese si sottopone alla rituale limatura dei canini.

Anche se, come menzionato nel precedente paragrafo, esistono ancora luoghi in cui la limatura dei denti è praticata a scopo spirituale e religioso, ne è un esempio la cerimonia balinese del Potong gigi, o per motivi estetici legati a canoni di bellezza tribali, come ancora avviene tra gli abitanti delle isole Mentawai e tra alcuni gruppi di abitanti di Timor, entrambi in Indonesia, oggi la maggior parte delle persone che si sottopone alla limatura dei denti lo fa per motivi puramente estetici.
Al giorno d'oggi la limatura dentale va, quindi, dall'essere una comune operazione ortodontica volta, ad esempio, a pareggiare inestetismi come un incisivo più lungo o dei canini troppo accentuati, o anche a preparare i denti per l'applicazione di protesi e rivestimenti come capsule e faccette dentali, interessando quindi una parte di smalto che va da 0,1 a 0,5 mm, fino all'essere una modificazione corporea estrema in cui i denti vengono di solito resi decisamente acuminati. In quest'ultimo caso, come accade per molte altre modificazioni estreme, anche la limatura dei denti può essere utilizzata, oltre che come vezzo estetico, anche per connettersi o identificarsi con un gruppo specifico di persone, venendo vista come una sfida verso sé stessi o come un rito di passaggio, per sondare i limiti della propria determinazione o per sfidare e provocare coloro i quali si ritiene che basino i propri giudizi solamente sull'aspetto esteriore. Tra i primi in Occidente a farsi praticare una limatura estrema dei denti, in realtà più per motivi legati alle sue performance da artista che altro, vi è Horace Ridler, artista londinese di sideshow noto al pubblico come "The Zebra Man" e "The Great Omi".
Naturalmente, nei moderni studi dentistici, il cesello e il martello tribali lasciano posto a dischi diamantati e a frese a grane superfini, nonché a lime e carte abrasive appositamente pensate per questo tipo di operazioni.